# Токотриенолы
Токотриено́лы — жирорастворимые вещества витаминов группы Е. Натуральный витамин E состоит из четырёх изомеров токоферола и четырёх изомеров токотриенола, а именно альфа (α), бета (β), гамма (γ) и дельта (δ). Разница между токоферолом и токотриенолом состоит в ненасыщенных боковых цепях с тремя двойными связями в хвосте фарнезил изопреноида.

## Химические свойства
Токотриенолы не только структурно отличаются от токоферолов, но и обладают важными биологическими функциями, которых нет у изомеров токоферолов.
Токотриенолы присутствуют в растениях, концентрируясь в зернах таких культур как рис (масло рисовых отрубей), ячмень, рожь, в зародышах пшеницы, пальмовое масло.
Содержание витамина E в некоторых маслах, мг/100 г продукта
| Источник           | α-токотриенолы, мг | β-токотриенолы, мг | γ-токотриенолы, мг | δ-токотриенолы, мг | α-токоферол, мг |
| ------------------ | ------------------ | ------------------ | ------------------ | ------------------ | --------------- |
| Пальмовое масло    | 14,6               | 3,2                | 29,7               | 8,0                | 15,0            |
| Рисовые отруби     | 23,6               | N/A                | 34,9               | -                  | 32,4            |
| Пшеничные зародыши | 2,6                | 18,1               | N/A                | N/A                | 133,0           |
| Кокос              | 0,5                | 0,1                | -                  | -                  | 0,5             |
| Соя                | 0,2                | 0,1                | 0                  | 0                  | 7,5             |
| Оливки             | 0                  | 0                  | 0                  | 0                  | 11,9            |

Токотриенолы имеют двойную связь, отличающую их от токоферолов, и это обуславливает существенное различие в биологической активности этих изомеров. Первоначальные исследования токотриенолов сразу обратили на себя внимание, поскольку эти вещества способны понижать уровень холестерина в крови. В начале 1990-х годов начались исследования по влиянию токотриенолов на лечение рака. В природе токотриенолы встречаются в небольших количествах: витамин E, который содержится в пальмовом масле, содержит 75 % токотриенолов — альфа-, дельта- и гамма- (доминирующая форма), причём альфа-токотриенол — 25 %.
Первый научный труд, посвящённый исследованию токотриенолов, — «Tocotrienols: Vitamin E Beyond Tocopherols», — был опубликован в 2008 году, а второй выпуск этого исследования — в 2012 году..

## Лечебные свойства

### Антиоксидантные свойства
Благодаря наличию двойной связи токотриенолы значительно эффективнее проникают в слои, состоящие из насыщенных жиров. Это означает, что токотриенолы способны крепиться к внутренней стенке клеточной мембраны, что повышает их эффективность. Согласно исследованиям α-токотриенол в 40—60 раз эффективнее α-токоферола в предотвращении перокисления липидов. Благодаря таким мощным антиокислительным свойствам, токотриенол становится эффективным антиоксидантом, защищающим организм от свободных радикалов, которые образуются в ходе окислительных процессов.

### Кардиопротекторные свойства
Токотриенолы обладают многообещающими кардиопротекторными свойствами. Среди опубликованных исследований, множество указывает на способность пальмовых токотриенолов обращать вспять процессы, приводящие к закупориванию артерий, путём снижения количества отложений холестерина на стенках сонной артерии. Токотриенолы также помогают снизить «слипание» эндотелиальных молекул, снижая риск образования атеросклеротических бляшек. В дополнение, они снижают активность холестерина, ингибируя HMG-CoA редуктазу, которая регулирует его биосинтез.

### Защита кожи
Токотриенолы способны быстро впитываться и проникать через глубокие слои кожи. Было установлено, что токотриенолы могут накапливаться в роговом слое кожи с наибольшей концентрацией в верхних слоях. Токотриенолы, попадающие в организм с пищей или наносимые на поверхность кожи, способствуют её здоровью, снижая риск УФ-индуцированного рака, подобного меланоме, и риск других негативных процессов связанных со старением кожи под воздействием лучей света. Благодаря своим значительным антиоксидантным свойствам, токотриенолы в настоящее время широко используются во многих косметических и дерматологических средствах.

### Противораковые свойства
Токотриенолы проявляют такие противораковые свойства, которых нет ни у одного другого антиоксиданта. Они не только помогают предотвратить рак, но и способны блокировать рост раковых клеток, инициировать апоптоз — процесс, при котором раковые клетки самоуничтожаются. Токотриенолы уничтожают только определённые раковые клетки, не задевая здоровые клетки. Эта способность отсутствует у токоферолов. Эффективность пальмовых токотриенолов в подавлении роста раковых клеток была широко изучена в различных случаях и на различных раковых клетках, таких как рак молочной железы, простаты и панкреатит.
Токотриенолы способны подавлять рост химически индуцированных раковых клеток у грызунов. Другие исследования также подтвердили утверждение о том, что токотриенолы, особенно дельта и гамма, снижают количество раковых клеток при раке молочной железы у женщин, путём стимуляции процесса апоптоза (регулируемый процесс самоликвидации на клеточном уровне). В 2000 году были опубликованы результаты исследований, показавших, что токотриенолы, особенно альфа-токотриенол — эффективное средство в борьбе с возрастными нейродегенеративными заболеваниями и определёнными видами рака, как например, рак молочной железы.
Токотриенол хорошо усваивается в организме человека. Клинические исследования рака поджелудочной железы показали, что у пациентов, принимавших в день до 3,2 мг, не наблюдалось отрицательных побочных эффектов.

### Нейропротекторные свойства
α-Токотриенол обладает самым мощным нейропротекторным свойством среди всех форм витамина E. Он защищает нейроны на крайне низком уровне (в наномолярных концентрациях). При таких низких дозах токотриенол в состоянии достигнуть мозга и защитить его. α-токотриенол, но не α-токоферол, за счёт более сильных свойств антиоксиданта защищает нервные клетки от нейродегенеративных заболеваний.